# Belinsky (huyện)
Huyện Belinsky (tiếng Nga: ? райо́н) là một huyện hành chính tự quản (raion), của Tỉnh Penza, Nga. Huyện có diện tích 2098 km². Trung tâm của huyện đóng ở Belinsky.